# Zoom
Zoom, стилизовано као zoom или Zoom Meetings, је власнички софтверски програм за видео-телефонију који је развио Zoom Video Communications. Бесплатни пакет омогућава до 100 истовремених учесника, уз временско ограничење од 40 минута. Корисници имају могућност надоградње тако што ће се претплатити на претплаћени пакет. Најшири пакет подржава до 1.000 истовремених учесника за састанке који трају до 30 сати.
Током пандемије ковида 19 дошло је до значајног повећања употребе овог програма за рад на даљину, образовање на даљину и друштвене односе на мрежи. Повећање је довело до тога да постане једна од најчешће преузиманих мобилних апликација широм света током 2020. године са преко 500 милиона преузимања и преко 300 милиона учесника на дневним састанцима.